# JAC Refine A60
JAC Refine A60 (кит. 瑞风A60) — компактный представительский автомобиль, выпускаемый китайской компанией JAC Motors с 2015 по 2020 год.

## JAC Refine A6 concept (2014)
Концепт-кар автомобиля JAC Refine A60 был представлен в 2014 году. При разработке дизайна фар и радиаторной решётки был учтён опыт Audi A6 (C7).

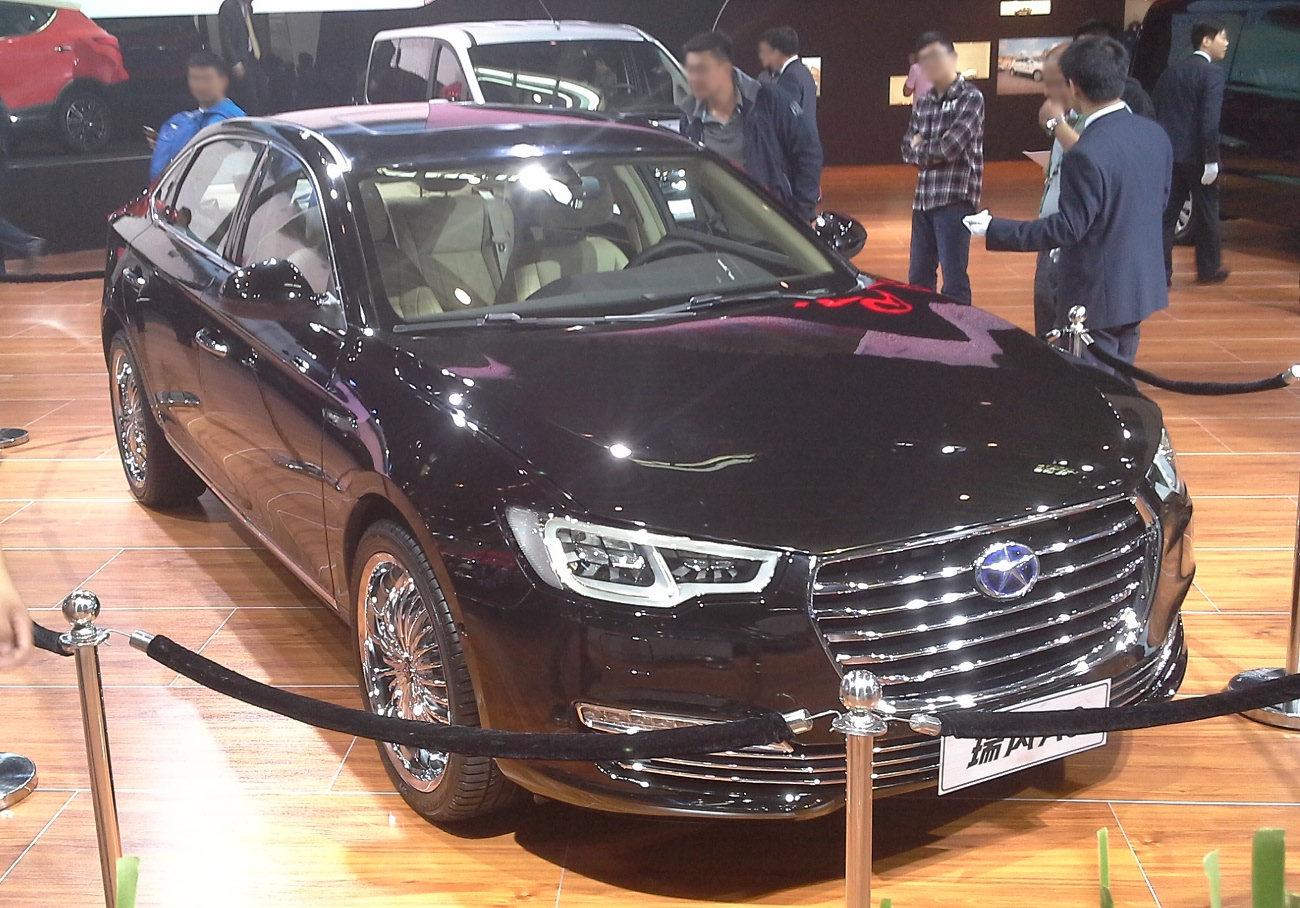
JAC Refine A6
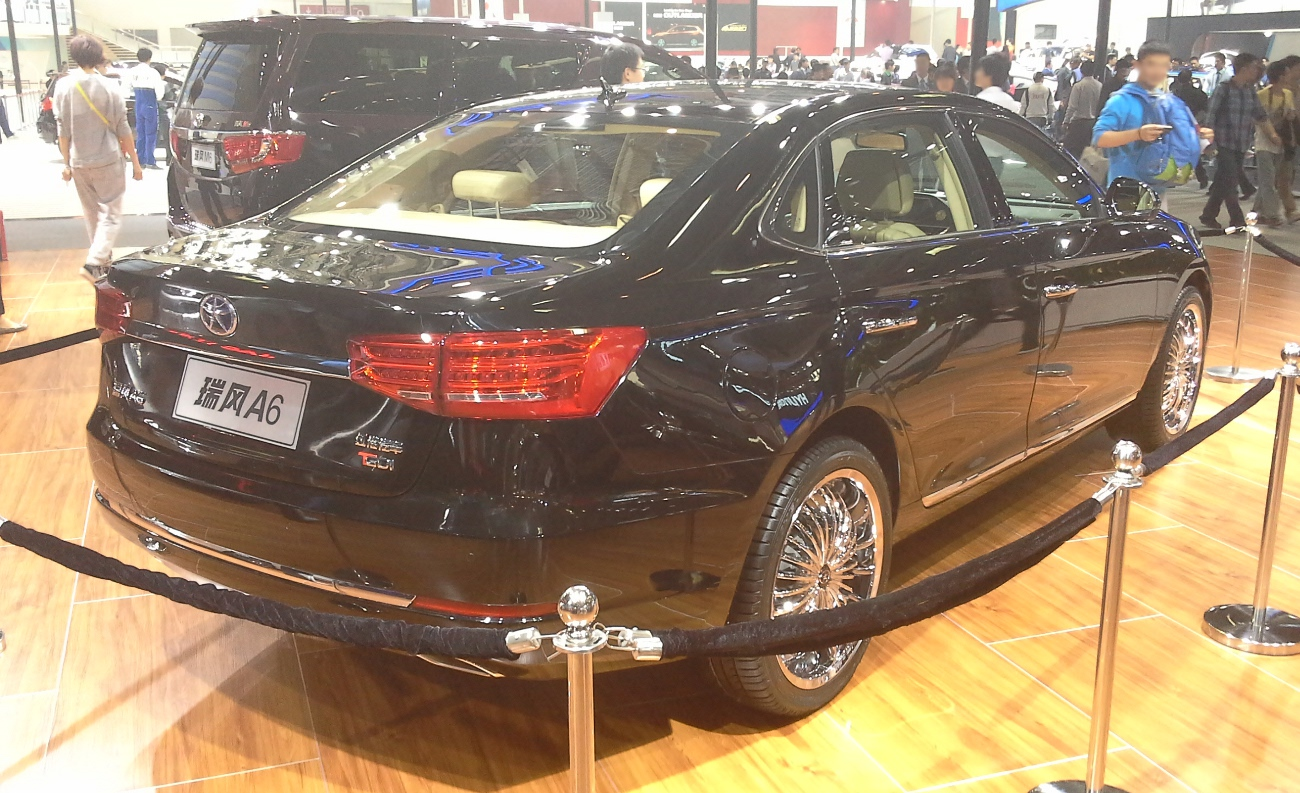
Вид сзади

## JAC Refine A60 (2016)

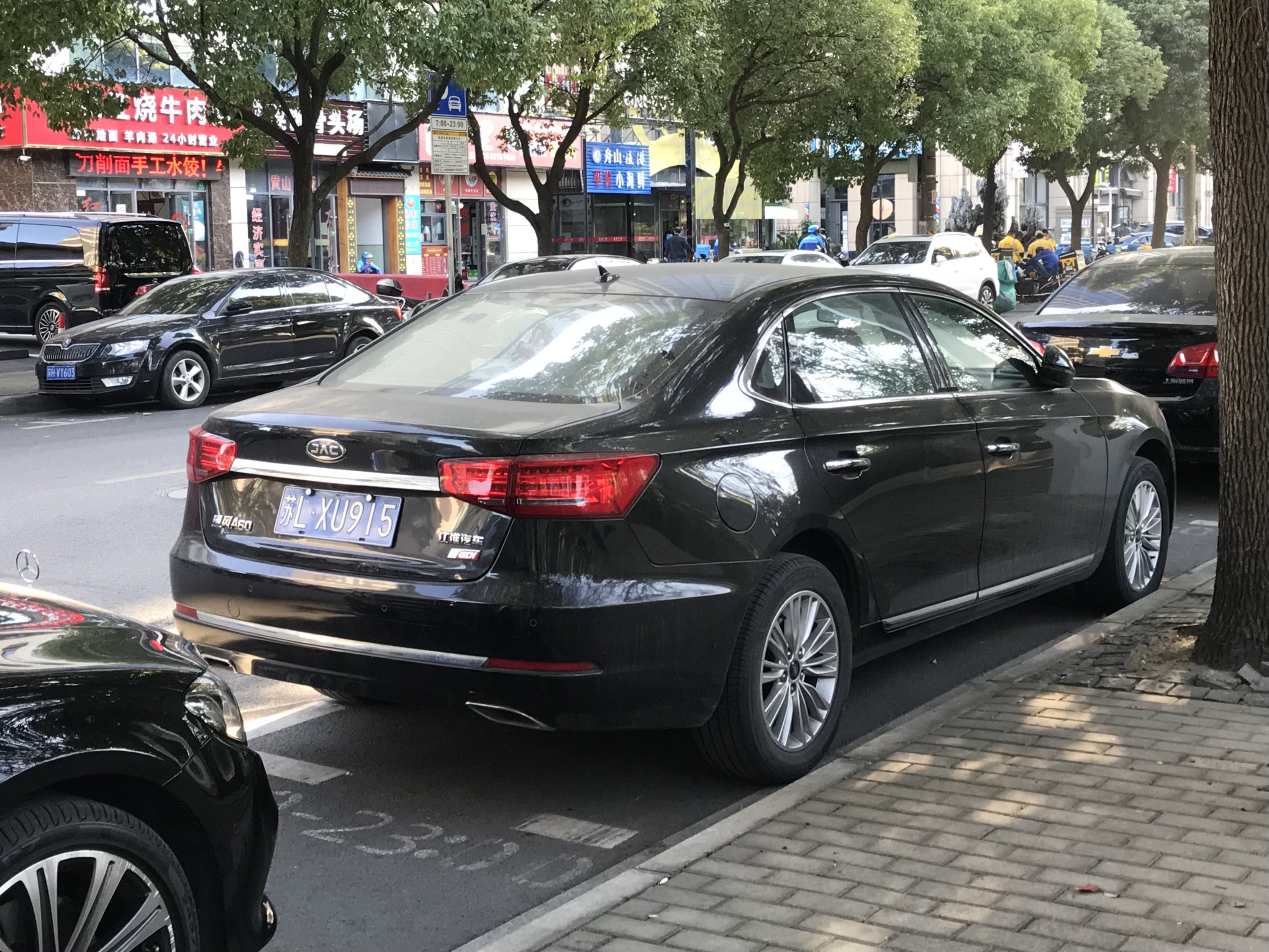
JAC Refine A60 (вид сзади)

В 2015 году на Автосалоне в Шанхае был представлен первый серийный вариант JAC Refine A60. Его продажи начались в ноябре 2016 года. Автомобиль оснащается двигателем внутреннего сгорания объёмом 1,5 литра, мощностью 174 л. с. и крутящим моментом 251 Н⋅м. Цена составляла от 139500 до 179500 юаней.

## JAC iEVA60
JAC iEVA60 (яп. 淮淮iEVAAAA) — электромобиль на базе JAC Refine A60. Серийно выпускался с 2018 года.

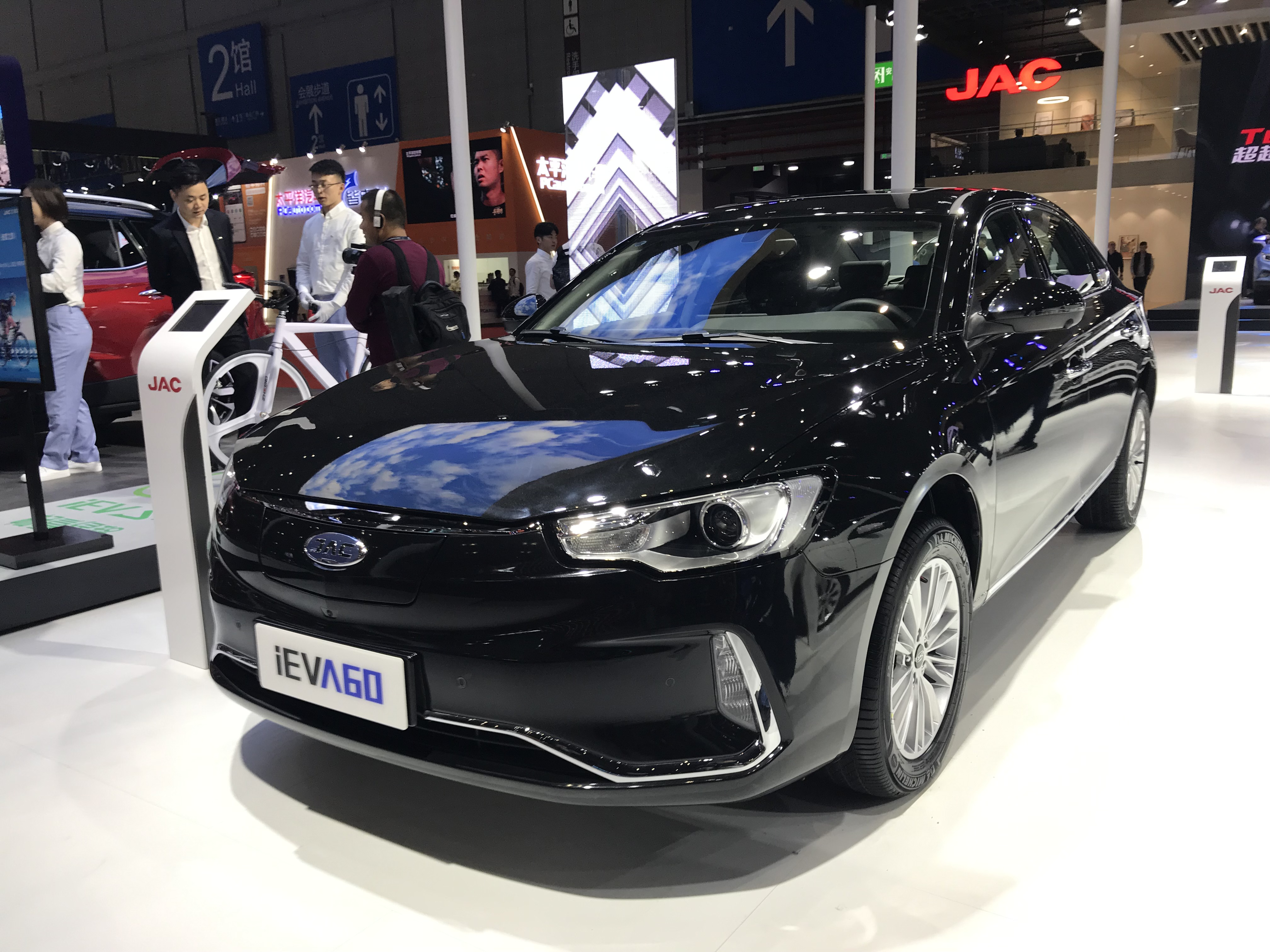
JAC iEVA60
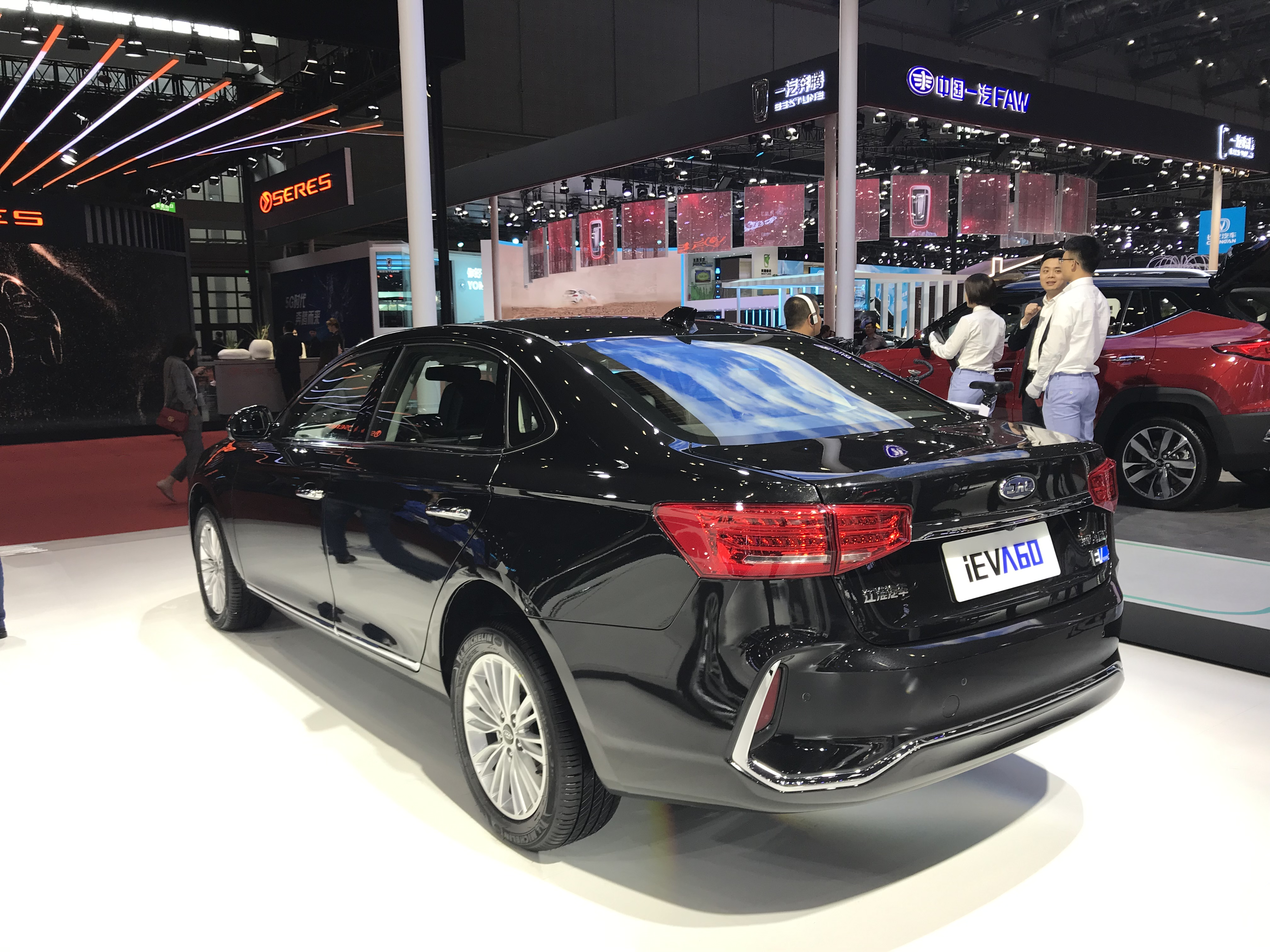
JAC iEVA60